# Ebbe & Flut
Ebbe & Flut – pierwszy album studyjny niemieckiego rapera o pseudonimie Gzuz. Został wydany 9 października 2015 r. nakładem wytwórni muzycznej Auf!Keinen!Fall!.
Album osiągnął sukces komercyjny, sprzedając się w ilości ponad 100 000 egzemplarzy. Tym samym uzyskała status złotej płyty. Ponadto singel „CL500“, także otrzymał to wyróżnienie.

## Lista utworów
Wszystkie utwory zostały wyprodukowane przez Jambeatz.
1. "Intro"
2. "CL500"
3. "Ebbe & Flut" (gości. Xatar & Hanybal)
4. "Hinterher"
5. "9mm" (gości. Bonez MC)
6. "Alles Echt"
7. "Prollz" (gości. Maxwell)
8. "Käufliche Goldfische" (gości. Bonez MC)
9. "Komm zu 187"
10. "Rückspiegel" (gości. Kontra K)
11. "Heiraten
12. "Bringt es kein Geld" (gości. Sa4 & Bonez MC)
13. "Lebende Legende"
14. "La La La" (gości. Sa4)
15. "Papa muss wachsen"

## Notowania
| Lista przebojów      | Najwyższa pozycja |
| -------------------- | ----------------- |
| Deutsche Albumcharts | 2                 |
| Ö3 Austria Top 40    | 8                 |
| Hitparade.ch         | 4                 |